# U 9 (U-Boot, 1967)
U 9 ist ein deutsches U-Boot der Bundeswehr der Klasse 205, auch Klasse 205mod oder U 9-Klasse. Seine NATO-Kennung war S 188.

## Geschichte

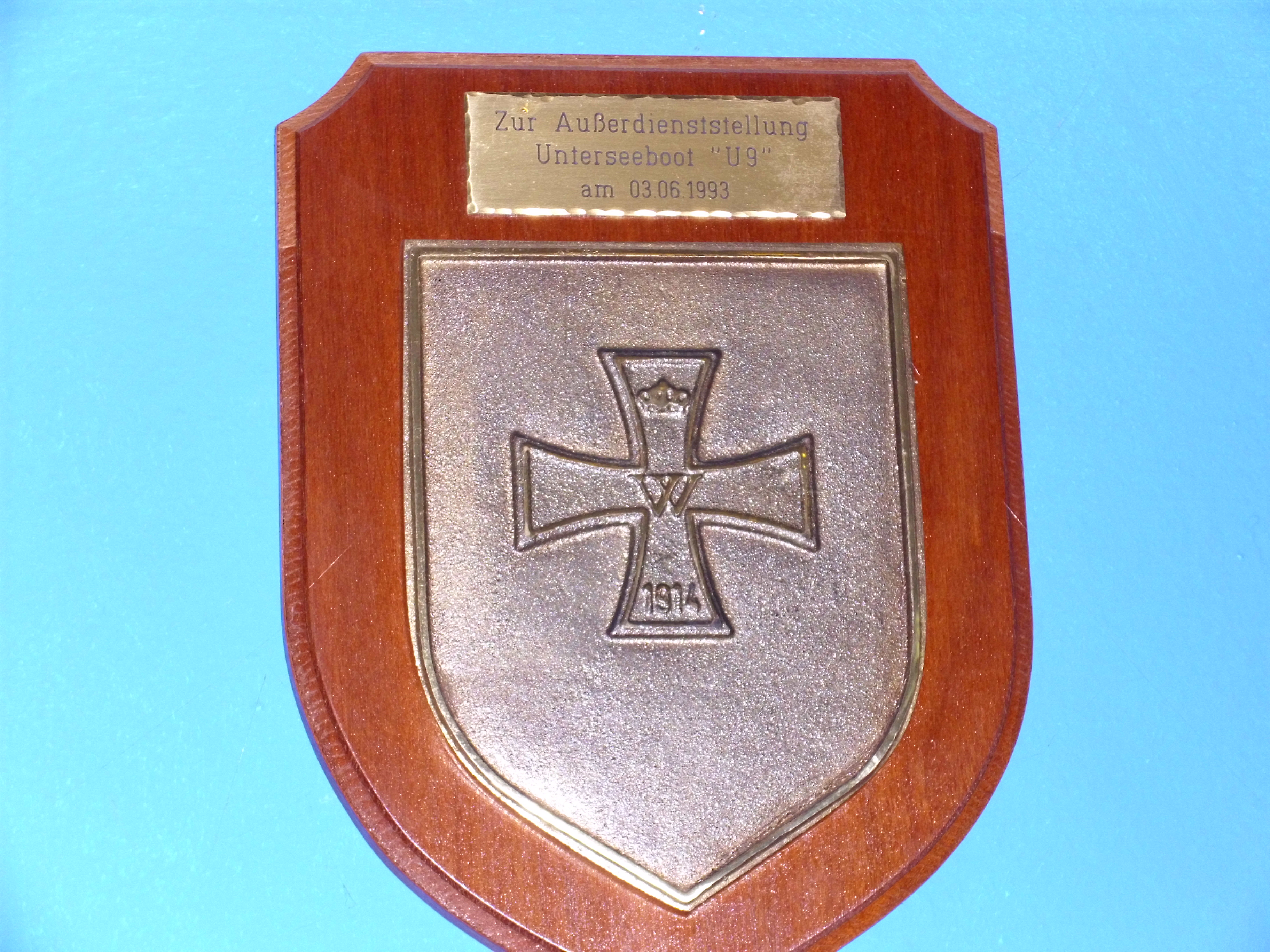
Tafel mit Wappen zur Außerdienststellung von U 9 im U-Boot-Museum in Burgstaaken, Fehmarn

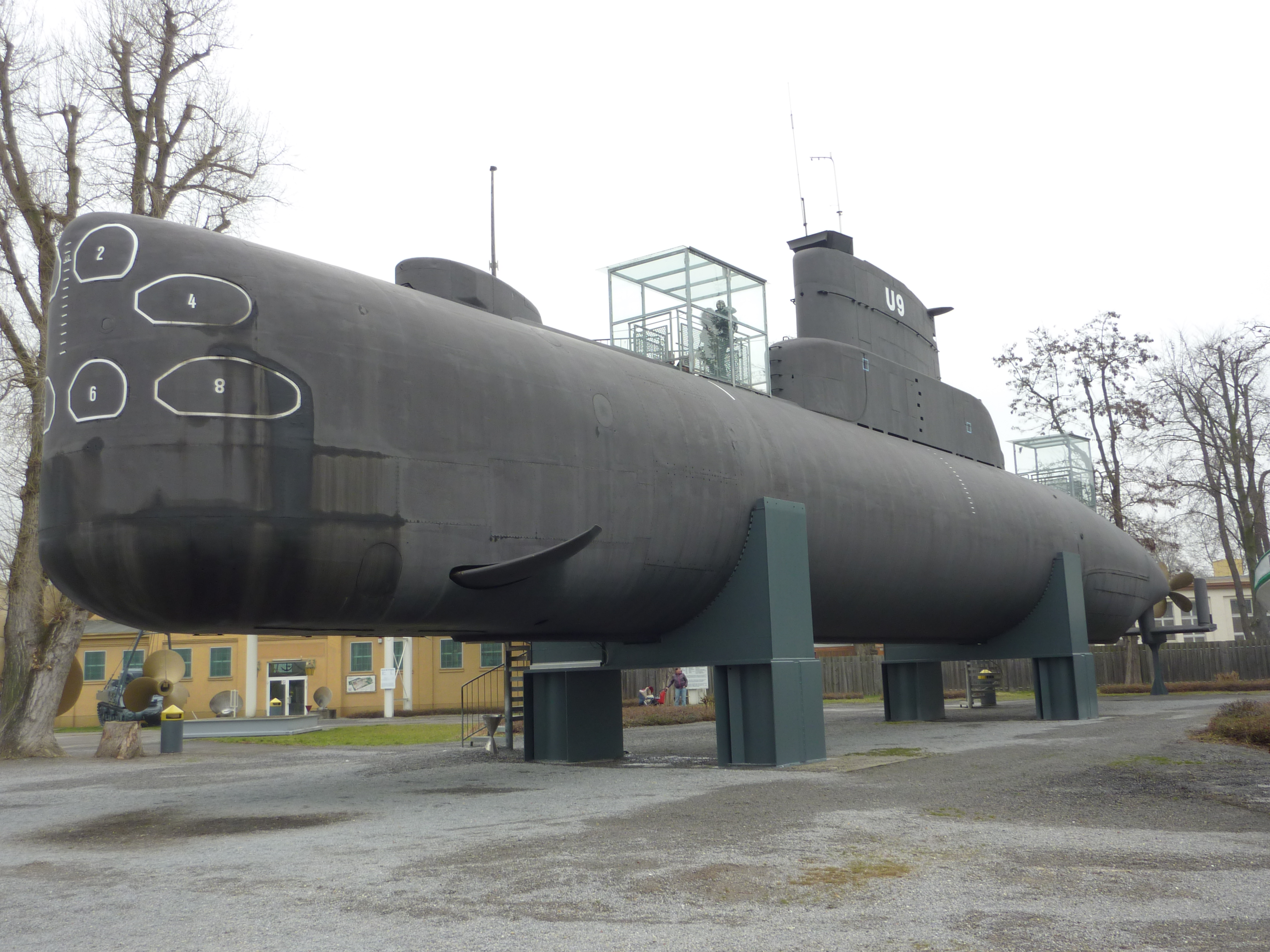
U 9 von Backbord

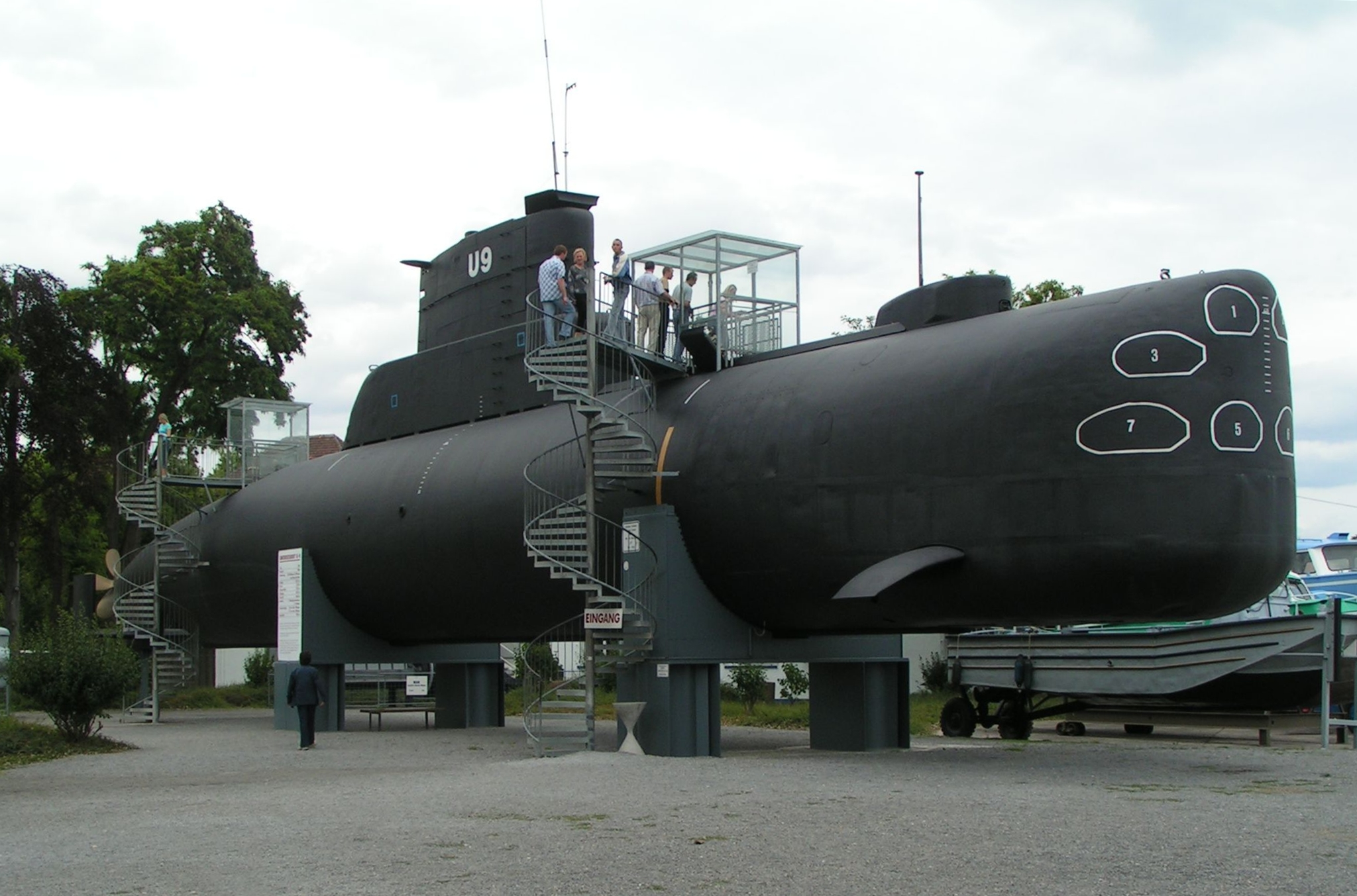
U 9 von Steuerbord

Der Bau erfolgte durch die Kieler Howaldtswerke, die Indienststellung erfolgte am 11. April 1967.
Aufsehen erregte U 9 im Oktober 1983, als es südwestlich des Leuchtturms Kiel mit dem britischen Bohrinselversorger Maersk Plotter zusammenstieß. Es entstand jedoch nur geringer Sachschaden.
Nach seiner Außerdienststellung am 3. Juni 1993 ist es nunmehr im Technikmuseum Speyer zu besichtigen. Letzter Kommandant war Christian Knop.

## Technik
Das Boot wurde aus drei verschiedenen nicht-magnetisierbaren Stählen gefertigt. Es wurde Stahl der Sorte AM 53 des österreichischen Herstellers Schoeller-Bleckmann Stahlwerke verwendet, der auch den Stahl der Sorten AM 10 und AM 20 für die Klasse 201 geliefert hatte. Der Turmaufbau wurde verändert, um den Wellenwiderstand bei Schnorchelfahrt zu vermindern. Ebenso war auf dem Vorschiff ein Hüllkörper angebracht, in dem der Schwinger der DUUX 2A-Anlage, einem Passivsonar zur Entfernungsmessung, untergebracht war. Zwei weitere Schwinger waren vorne und achtern im Turmaufbau verbaut.